# Hospital Joaquín Pablo Franco Sayas
El hospital Joaquín Pablo Franco Sayas es un centro sanitario de segundo nivel de titularidad pública, administrado por el Ministerio de Salud de Panamá. Se ubica en la vía hacia Las Tablas en la ciudad de Las Tablas, en la provincia de Los Santos.
Con 120 camas es uno de los más importantes de Los Santos, junto al Hospital Regional de Azuero Anita Moreno.

## Historia
El hospital Joaquín Pablo Franco Sayas reemplazó al hospital Gerardino de León fundado en el año 1936, un hospital de 71 camas que ofrecía servicio de Cirugía, Materno-Infantil y Urgencias. El mismo se encontraba ubicado en el centro de Las Tablas, y dada la alta demanda se decide trasladar el centro a un nuevo predio en la periferia del pueblo. Es así que el 29 de junio de 2000 se traslada toda la asistencia al recién construido Hospital Regional Doctor Joaquín Pablo Franco Sayas, aumentando su capacidad a 120 camas y un aumento del número de especialidades para un área de referencia de aproximadament 88,000 habitantes.

## Centros Asistenciales

### Cirugía General
Es el centro de referencia quirúrgico de la provincia de Los Santos, cuenta con servicio de Urología, Oftalmología, Otorrinolaringología, Ortopedia y Traumatología y Cirugía General. También tiene una clínica del dolor.

### Área General
Ofrece servicios de Medicina Interna, Pediatría y Gineco-Obstetricia. Tiene habilitada una sala de Cuidados Intensivos.